# Грушківська волость (Ушицький повіт)
Грушківська волость — історична адміністративно-територіальна одиниця Ушицького повіту Подільської губернії з центром у селі Грушка.

## Склад волості
Станом на 1885 рік складалася з 22 поселень, 17 сільських громад. Населення — 8 091 осіб (4 069 чоловічої статі та 4 022 — жіночої), 1160 дворових господарства.
|                     | Площа, десятин | У тому числі орної, десятин |
| ------------------- | -------------- | --------------------------- |
| Сільських громад    | 7047           | 5758                        |
| Приватної власності | 8731           | 5072                        |
| Казенної власності  | —              | —                           |
| Іншої власності     | 516            | 348                         |
| Загалом             | 16324          | 11178                       |

Основні поселення волості:
- Грушка — колишнє власницьке село при річці Жванчик за 33 версти від повітового міста, 450 осіб, 68 дворових господарств, волосне правління, православна церква, заїжджий будинок, 3 водяних млини. За 15 верст від села знаходиться поромна переправа через Дністер.
- Бакота — колишнє власницьке село при річці Дністер, 506 осіб, 72 дворових господарств, православна церква, заїжджий будинок, водяний млин.
- Вахнівці — колишнє власницьке село при річці Ушиця, 860 осіб, 111 дворових господарств, православна церква, кузня, парова молотилка.
- Гораївка — колишнє власницьке село при річці Дністер, 286 осіб, 42 дворових господарств, православна церква, заїжджий будинок.
- Губарів — колишнє власницьке село при річці Ушиця, 353 осіб, 60 дворових господарств, православна церква, заїжджий будинок, кузня.
- Дурняківці — колишнє власницьке село при річці Дністер, 147 осіб, 16 дворових господарств, православна церква.
- Козодавинці — колишнє власницьке село, 550 осіб, 82 дворових господарств, православна церква, заїжджий будинок.
- Конилівка — колишнє власницьке село при річці Дністер, 301 осіб, 39 дворових господарств, православна церква.
- Кривчани — колишнє власницьке село при річці Ушиця, 317 осіб, 50 дворових господарств, православна церква, водяний млин.
- Лисківці — колишнє власницьке село при річці Жванчик, 340 осіб, 48 дворових господарств, православна церква, заїжджий будинок, водяний млин.
- Лоєвці — колишнє власницьке село при річці Дністер, 1075 осіб, 159 дворових господарств, православна церква, заїжджий будинок, кузня.
- Пижівка — колишнє власницьке село при річці Дністер, 486 осіб, 59 дворових господарств, православна церква, заїжджий будинок, кузня.
- Раколупинці — колишнє власницьке село при річці Ушиця, 236 осіб, 28 дворових господарств, водяний млин.
- Рункошів — колишнє власницьке село при річці Жванчик, 670 осіб, 133 дворових господарств, православна церква.
- Теремці — колишнє власницьке село при річці Рудка, 573 осіб, 78 дворових господарств, православна церква, заїжджий будинок, 2 водяних млини.
- Чабанівка — колишнє власницьке село, 480 осіб, 77 дворових господарств, православна церква, заїжджий будинок, кузня.

## Ліквідація волості
Друга сесія ВУЦВК VII скликання, яка відбувалася 12 квітня 1923 р., своєю постановою «Про новий адміністративно-територіальний поділ України» скасувала волості і повіти, замінивши їх районами. Територія Грушківської волості ввійшла до складу Староушицького району. Після його ліквідації 23 вересня 1959 року усі поселення ввійшли до складу Кам'янець-Подільського району, лише села Вахнівці, Губарів, Пижівка та Лоївці — до складу Новоушицького району.
У зв'язку з будівництвом Дністровського гідровузла рішенням облвиконкому від 27 жовтня 1981 року виключено з облікових даних села Бакота, Дурняківці, Конилівка, Кривчани, Лоївці, Раколупинці, Теремці.